# Hang Time
Hang Time è il quarto album di studio dei Soul Asylum, primo della band ad essere uscito presso una major, la A&M Records.
La maggior parte delle tracce dell'album sono scritte dal leader Dave Pirner, eccetto "Cartoon", scritta dal chitarrista Dan Murphy, che sarebbe anche il singolo estratto dall'album. L'album venne venduto in 100 000 copie.

## Tracce
1. "Down on Up to Me" – 2:46
2. "Little Too Clean" – 3:15
3. "Sometime to Return" – 3:28
4. "Cartoon" – 3:52 (Murphy)
5. "Beggars and Choosers" – 2:57
6. "Endless Farewell" – 3:21
7. "Standing in the Doorway" – 3:06
8. "Marionette" – 3:24
9. "Ode" – 2:18
10. "Jack of All Trades" – 2:53
11. "Twiddly Dee" – 3:00
12. "Heavy Rotation" – 3:54
13. "Put the Bone In" – 3:34 (questa traccia è presente solo nella versione CD)